# Řád za vojenské zásluhy (Brazílie)
Řád za vojenské zásluhy (portugalsky: Ordem do Mérito Militar) je brazilské vyznamenání založené v roce 1934 a udílené brazilskou armádou. Je udílen za vynikající služby a mimořádný přínos pro Brazílii. Velmistrem řádu je úřadující prezident Brazílie.

## Historie
Řád založil prezident Getúlio Vargas dne 11. června 1934 dekretem n.° 24660. Svým vzhledem vychází z Císařského řádu svatého Benedikta Avizského. Status řádu byl upraven dekretem ze dne 5. července 1960 a opětovně v roce 2000.

## Pravidla udílení
Řád je udílen příslušníkům brazilské armády za vynikající služby zemi, stejně jako příslušníkům námořnictva, letectva a pomocných sil za stejných podmínek. Udělen může být i příslušníkům zahraničních ozbrojených sil, kteří vykonali činy pro Brazílii, především pro brazilskou armádu. Může být udělen civilním občanům Brazílie i zahraničním civilistům za služby brazilské armádě. Vyznamenanými nemusí být pouze fyzické osoby, ale také vojenské jednotky či občanské instituce, ať už brazilská či zahraniční, které se zasloužily o armádu. Řád může být udělen i posmrtně.
Fyzickým osobám je udílen vždy v určité třídě, v případě vojenských jednotek či institucí je udílen bez přiznané třídy.
Velmistrem řádu je úřadující prezident republiky. V radě řádu je dále ministr obrany Brazílie, ministr zahraničních věcí Brazílie a vrchní velitel brazilské armády. Přijímání do řádu či povýšení se provádí na základě rozhodnutí prezidenta republiky případně ministra obrany.

## Insignie
Řádový odznak má tvar stříbrného bíle smaltovaného avizského kříže. Uprostřed je zlatý medailon s vyrytou hlavou muže. Vnější obvod medailonu tvoří zeleně smaltovaný kruh se zlatým nápisem MERITO MILITAR.
Stuha je z hedvábného grogénu zelené barvy s užším a širším bílým pruhem při okrajích.
Insignie se nosí v souladu s předpisy jednotlivých armád.

## Třídy
Řád je udílen v pěti řádných třídách:
- velkokříž (Grã-Cruz) – Tato třída je udílena výhradně zahraničním hlavám států. Počet žijících osob vyznamenaných řádem ve třídě velkokříže je omezen na 10.
- velkodůstojník (Grande Oficial) – Počet žijících osob vyznamenaných řádem ve třídě velkodůstojníka je omezen na 25.
- komtur (Comendador) – Počet žijících osob vyznamenaných řádem ve třídě komtura je omezen na 90.
- důstojník (Oficial) – Počet žijících osob vyznamenaných řádem ve třídě důstojníka je omezen na 250.
- rytíř (Cavaleiro) – Počet žijících osob vyznamenaných řádem ve třídě rytíře je omezen na 495.

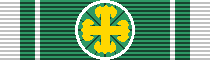
velkokříž
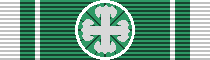
velkodůstojník
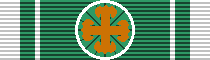
komtur
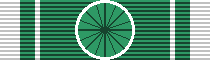
důstojník
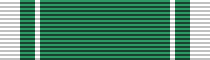
rytíř